# Rusnė
Rusnė (ryska: Русне) är en ort i Litauen.   Den ligger i kommunen Šilutė och länet Klaipėda län, i den västra delen av landet, 260 km väster om huvudstaden Vilnius. Rusnė ligger 2 meter över havet och antalet invånare är 2 484.
Terrängen runt Rusnė är mycket platt. Runt Rusnė är det ganska glesbefolkat, med 22 invånare per kvadratkilometer. Närmaste större samhälle är Silute, 8,9 km nordost om Rusnė. I omgivningarna runt Rusnė växer i huvudsak blandskog.